# 콘드 비프

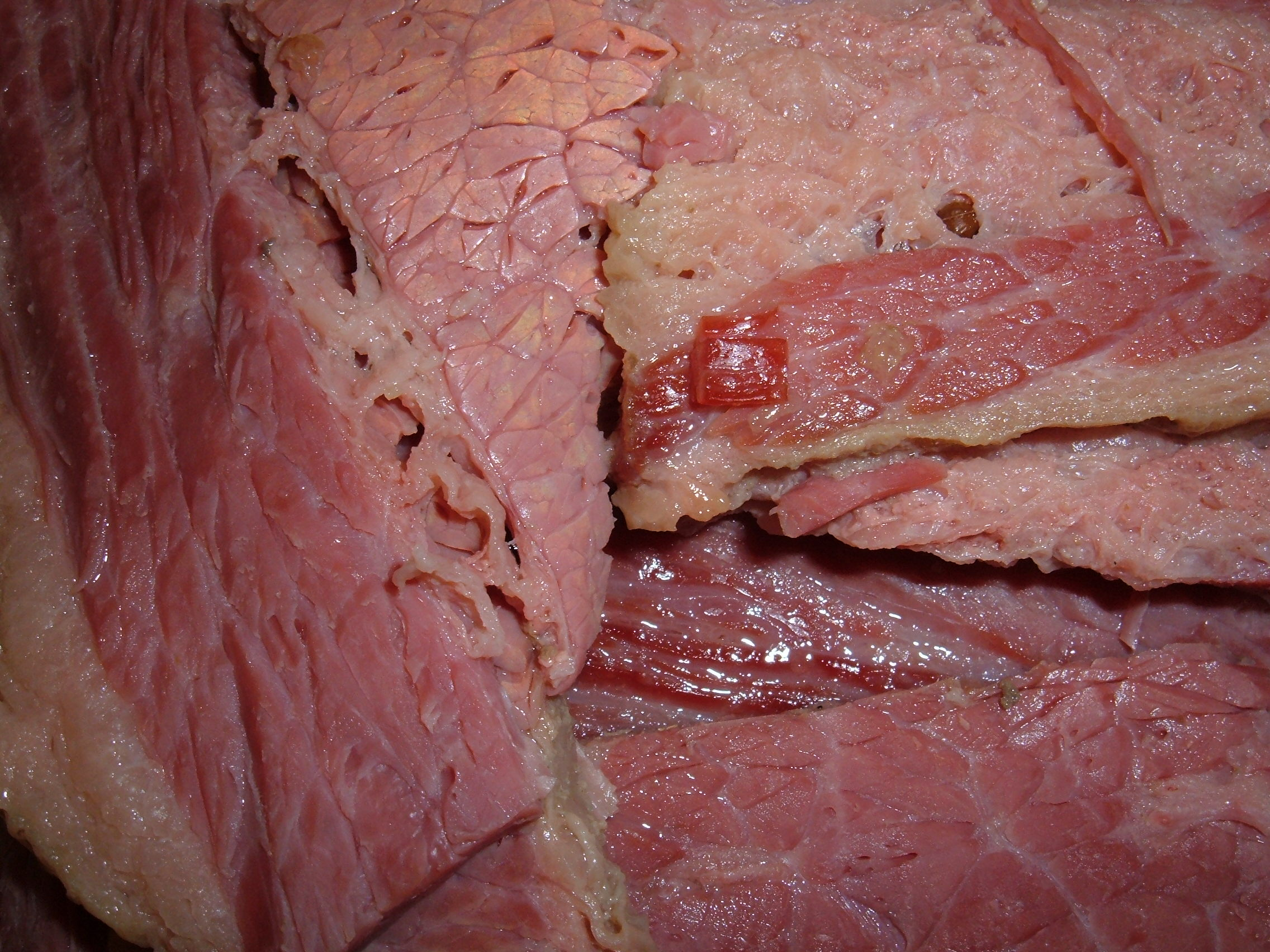
콘드 비프

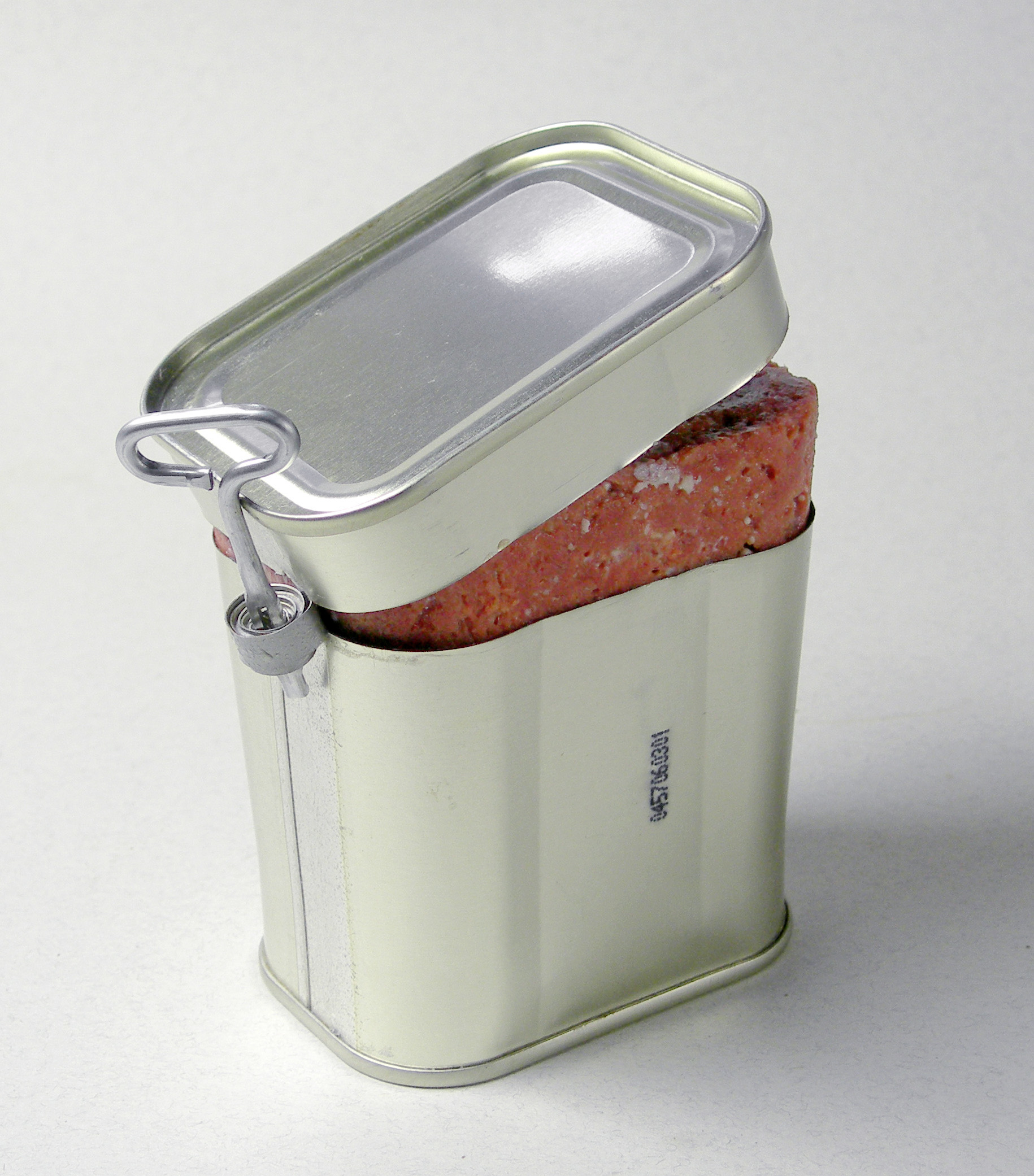
캔에 포장된 콘드 비프

콘드 비프(영어: corned beef) 또는 콘 비프는 쇠고기를 염장 방식을 사용해 보존한 것이다. 보통 제조 과정에서 알갱이가 큰 돌소금이 주로 사용되며, 각종 요리의 재료로 사용된다.
세계 대전 당시에 영국 연방 소속 국가들에서 배급 물자로 많이 이용되었으며, 현대에는 주로 샌드위치 또는 해시 등에 집어넣거나 감자튀김 및 피클 등을 곁들여 먹기도 한다.

## 같이 보기
- 훈제고기
- 염장고기
- 스모크트 미트